# DREAM -Self Cover Best-
『DREAM -Self Cover Best-』（ドリーム -セルフ・カヴァー・ベスト-）は、華原朋美のセルフカバー・ベスト・アルバムである。2013年6月26日にユニバーサルJより発売。同年11月13日には完全生産限定盤『DREAM -Self Cover Best- Premium Edition』を発売した。

## 概要
自身初となるセルフカバー・ベストアルバム。デビュー曲「keep yourself alive」から、ORUMOK RECORDS在籍時の1997年までのヒット曲に加え、2004年のヒット曲「あなたがいれば」をオーケストラ、及びアコースティック・サウンドをベースに全曲リアレンジして収録。さらに復帰シングルとなった「夢やぶれて -I DREAMED A DREAM-」も収録。
タイトルは、「かつて“夢やぶれた”彼女が、新たな夢を持って再び一歩踏み出す」というコンセプトから命名。ジャケット写真も「夢やぶれて」とは一転、“今の華原朋美”を美しく描くことに注力して撮影された。「撮影のために3キロ痩せた」と本人談。アルバムについては、「選曲は改めて歌ってみたい曲たちを集めた。（レコーディングで）気を付けたことは歌詞の意味を意識し、一行一行正しく感情を伝えること。歌で恩返しをしたい」とコメントしている。
本作の発売に伴い、6年ぶりにオフィシャルファンクラブ“DREAM”を開設した。発売当日にはサンシャインシティで、『DREAM』発売記念スペシャルLIVE&握手会を開催し、その場で11月に7年ぶりの単独ライブを敢行することがサプライズで発表された。他にも発売記念イベントを全国各地で行った。
オリコンチャートでは、トップ100内に『kahala compilation』の9週連続を上回る10週連続チャートインを記録し、ロングセールスを記念して同年11月に完全生産限定のプレミアム・エディション盤を発売することが発表された。
売上枚数は3万2970枚。

### 楽曲解説
本作のプロデュースは「夢やぶれて」に引き続き、武部聡志が担当。「夢やぶれて」の世界観を踏襲しながらも、各楽曲に抑揚のついたサウンド・メイキングが行われた。メインタイトル「I BELIEVE」は総勢35名のオーケストラ・アレンジで蘇り、初回限定盤のDVDにはこのミュージック・ビデオを収録。他にも、同じくオーケストラ・アレンジで蘇った「save your dream」。原曲のリズム・グルーヴは残しつつ、バンド・サウンドで蘇った「keep yourself alive」「Hate tell a lie」。ゴスペルクワイヤーとの共演による「LOVE BRACE」「LOVE IS ALL MUSIC」。ピアノ・バラードで蘇った「たのしく たのしく やさしくね」など全10曲を収録。6月12日には、YouTubeユニバーサル公式チャンネルで『DREAM』全曲ダイジェスト映像が公開された。11月13日に発売されたプレミアム・エディション盤には、世界的スタンダード・ナンバー「アメイジング・グレイス」が追加収録された。また、ジャケットを当リリースに合わせて撮影し直し、特典としてスリーブケース仕様、および本人直筆メッセージが印刷されたクリスマス・カードとビジュアルフォトブックが封入された。

## 収録曲
| 全編曲: 武部聡志。 |                                     |                      |                                    |      |
| #                  | タイトル                            | 作詞                 | 作曲                               | 時間 |
| 1.                 | 「I BELIEVE」                       | 小室哲哉             | 小室哲哉                           | 5:54 |
| 2.                 | 「keep yourself alive」             | 小室哲哉             | 小室哲哉                           | 4:56 |
| 3.                 | 「save your dream」                 | 小室哲哉             | 小室哲哉                           | 5:10 |
| 4.                 | 「LOVE BRACE」                      | 小室哲哉             | 小室哲哉                           | 6:13 |
| 5.                 | 「Hate tell a lie」                 | 小室哲哉             | 小室哲哉                           | 4:49 |
| 6.                 | 「あなたがいれば」                  | 並河祥太（日本語詞） | Kang Hyun Min                      | 4:10 |
| 7.                 | 「I'm proud -2013 Orchestra Ver.-」 | 小室哲哉             | 小室哲哉                           | 4:42 |
| 8.                 | 「LOVE IS ALL MUSIC」               | 小室哲哉             | 小室哲哉                           | 4:27 |
| 9.                 | 「夢やぶれて -I DREAMED A DREAM-」  | 岩谷時子（訳詞）     | クロード＝ミシェル・シェーンベルク | 3:50 |
| 10.                | 「たのしく たのしく やさしくね」    | 小室哲哉&華原朋美    | 小室哲哉                           | 5:36 |

| #  | タイトル                                                                  | 作詞 | 作曲・編曲 | ディレクター | 時間 |
| -- | ------------------------------------------------------------------------- | ---- | ---------- | ------------ | ---- |
| 1. | 「I BELIEVE (New Ver. Music Video)」                                      |      |            | @MARU_movie  | 6:01 |
| 2. | 「夢やぶれて -I DREAMED A DREAM- メイキング・ドキュメンタリー・フィルム」 |      |            | @MARU_movie  | 5:55 |

### 補足
- 初回限定盤のみDVD収録。初回・通常共通ブックレット16P。先着特典告知ポスター。
- プレミアム・エディション盤（CDのみ）では「アメイジング・グレイス」追加収録、ジャケットを新たに撮り下ろし、24Pフォトブック、本人直筆クリスマス・カード付属。